# Adenoma de paratiroide
Adenoma de paratireóide é um tumor benigno da glândula paratireóide que geralmente causa hiperparatiroidismo.
Um ser humano normalmente tem quatro glândulas paratireoides, localizadas por atrás da tireóide, no pescoço. A paratireoide secreta hormônio da paratireóide (PTH), que aumenta a concentração de cálcio no sangue (calcemia), ao induzir a liberação de cálcio dos ossos para o sangue e ao induzir os rins a reabsorverem o cálcio para evitar sua excreção. Quando um adenoma de paratireoide causa hiperparatiroidismo, mais hormônio da paratireóide é secretada, causando uma concentração elevada de cálcio no sangue (hipercalcemia).

## Sinais e sintomas
Os primeiros sinais do adenoma de paratireóide são consequências do hiperparatiroidismo primário. O cálcio sai dos ossos aumentando o risco de fraturas ósseas e se acumula em outros lugares causando cálculos renais e na vesícula (colelitíase).
Muitas vezes o adenoma de paratireoide não é diagnosticado até que exames de sangue revelem altos níveis de cálcio no sangue (hipercalcemia) ou baixos níveis na urina (hipocalciuria).
Os pacientes podem experimentar debilidades articulares e musculares e dor abdominal leve. Além disso, os pacientes podem experimentar sentimentos de depressão devido ao desequilíbrio hormonal. Prisão de ventre e de exaustão também podem ser associados aos altos níveis de cálcio no sangue.

## Diagnóstico

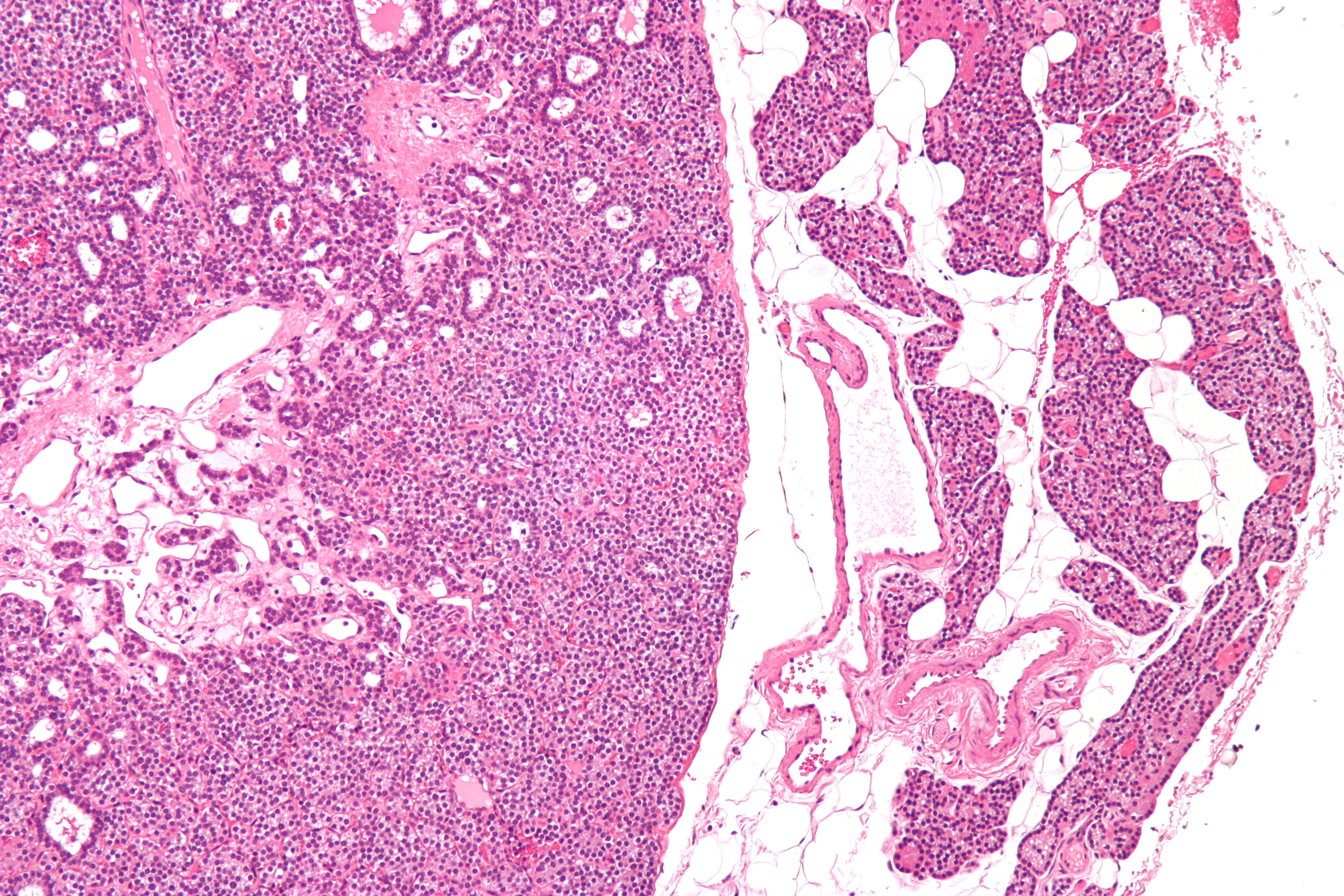
Adenoma de paratireóide (esquerda) e glândula paratireóide normal (direita). H&E.

O hiperparatiroidismo é confirmado por exames de sangue, como calcemia e PTH elevados. Um teste específico para paratireóide adenoma é a cintilografia de paratiroide sestamibi. Este exame de imagem revela a presença e a localização do tumor.

## Tratamento
A cirurgia para remover o tumor é bem-sucedida em cerca de 95% do tempo. Paratiroidectomia é a remoção cirúrgica das glândulas afetadas, que agora podem ser executadas com uma técnica minimamente invasiva, com ajuda de exames de imagem para identificar a localização do tumor. Técnicas minimamente invasivas incluem procedimentos com menor abertura, guiados por rádio e vídeo-assistidas e cirurgia endoscópica.
Antes da cirurgia o tumor deve ser localizado. Apesar das glândulas paratireoides estarem normalmente localizadas atrás das tireoides, algumas pessoas têm uma ou mais glândulas paratireoides, em outros lugares do pescoço ou no peito. Cerca de 10% dos adenomas de paratireoide são ectópicos. Portanto diversas técnicas de imagem são utilizadas, tais como o sestamibi, SPECT, ultra-som, ressonância magnética, e TC..

## Genética
Adenoma de paratireoides podem ser associados com a superexpressão do gene ciclina D1.